# The Elusive Light and Sound, volume 1
A The Elusive Light and Sound, volume 1 Steve Vai 2002-ben megjelent válogatáslemeze. Az albumot Steve saját kiadója a Favored Nations Records jelentette meg. A lemezen Vai filmekhez, TV műsorokhoz írt számai találhatóak.

## Számlista
A dalokat Steve Vai írta, kivéve ahol jelölve van.
1. "Celluloid Heroes" (Ray Davies)
2. "Love Blood"
3. "Fried Chicken"
4. "Butler's Bag" (Vai, Ry Cooder)
5. "Head-Cuttin' Duel" (Vai, Cooder)
6. "Eugene's Trick Bag"
7. "Amazing Grace"
8. "Louisiana Swamp Swank"
9. "Air Guitar Hell"
10. "The Reaper"
11. "Introducing the Wyld Stallions"
12. "Girls Mature Faster Than Guys"
13. "The Battle"
14. "Meet the Reaper"
15. "Final Guitar Solo"
16. "The Reaper Rap"
17. "Drive the Hell Out of Here"
18. "Get the Hell Out of Here"
19. "Welcome Pre-Frosh"
20. "The Dark Hallway"
21. "The Dead Band Ends"
22. "The Cause Heads"
23. "Find the Meat"
24. "The Ax Will Fall"
25. "Now We Run (Cue)"
26. "Hey Jack"
27. "What!"
28. "Still Running"
29. "Dead Heads"
30. "Blow Me Where the Pampers Is"
31. "Pins and Needles"
32. "Plug My Ass In"
33. "Loose Keg Sightings"
34. "Don't Sweat it"
35. "How Hidge"
36. "Beer Beer"
37. "We're Not Gonna Protest"
38. "Initiation"
39. "See Ya Next Year"
40. "Now We Run"

- 1. szám: The Kinks feldolgozás
- 2. szám: Vai eredetileg az Interjú a vámpírral című filmhez írta, de a filmben nem hangzott el.
- 3-6 számok: Ezek a dalok a Crossroads című 1986-os filmhez készültek.
- 7-8 számok: az 1987-es Dudes című filmhez készültek, bár a filmzenealbumon csak a 7. szám jelent meg.
- 9-16 számok: A Bill és Ted haláli túrája című filmhez íródtak, bár a filmzenealbumon csak a 10. és a 16. számok jelentek meg.
- 17-18 számok: A Kőbunkó című filmhez íródtak, bár a filmzenealbumon csak a 18. szám jelent meg.
- 19-40 számok: az 1994-es PCU című vígjátékhoz íródtak.

## Közreműködők
- Steve Vai – gitár, ének

Énekesek:
- Roy Brocksmith
- Bill Sadler
- Alex Winter
- Terry Finn,
- Joss Ackland
- Peter Bayliss
- Keanu Reeves

Gitárosok:
- Shuggie Otis
- Ry Cooder

Harmonika:
- Sonny Terry

Billentyűsök:
- Jeffrey "C.J." Vanston
- Mike Keneally

Dobosok:
- Gregg Bissonette
- Robin Dimaggio
- Chris Frazier

Vokalisták:
- Kimberly Evans
- C.C. White[1]